# Allington (All Cannings)
Allington – przysiółek w Anglii, w hrabstwie Wiltshire, w dystrykcie (unitary authority) Wiltshire, w civil parish All Cannings. W 1931 roku civil parish liczyła 70 mieszkańców. Allington jest wspomniana w Domesday Book (1086) jako Adelingtone.